# Seis Dinastias

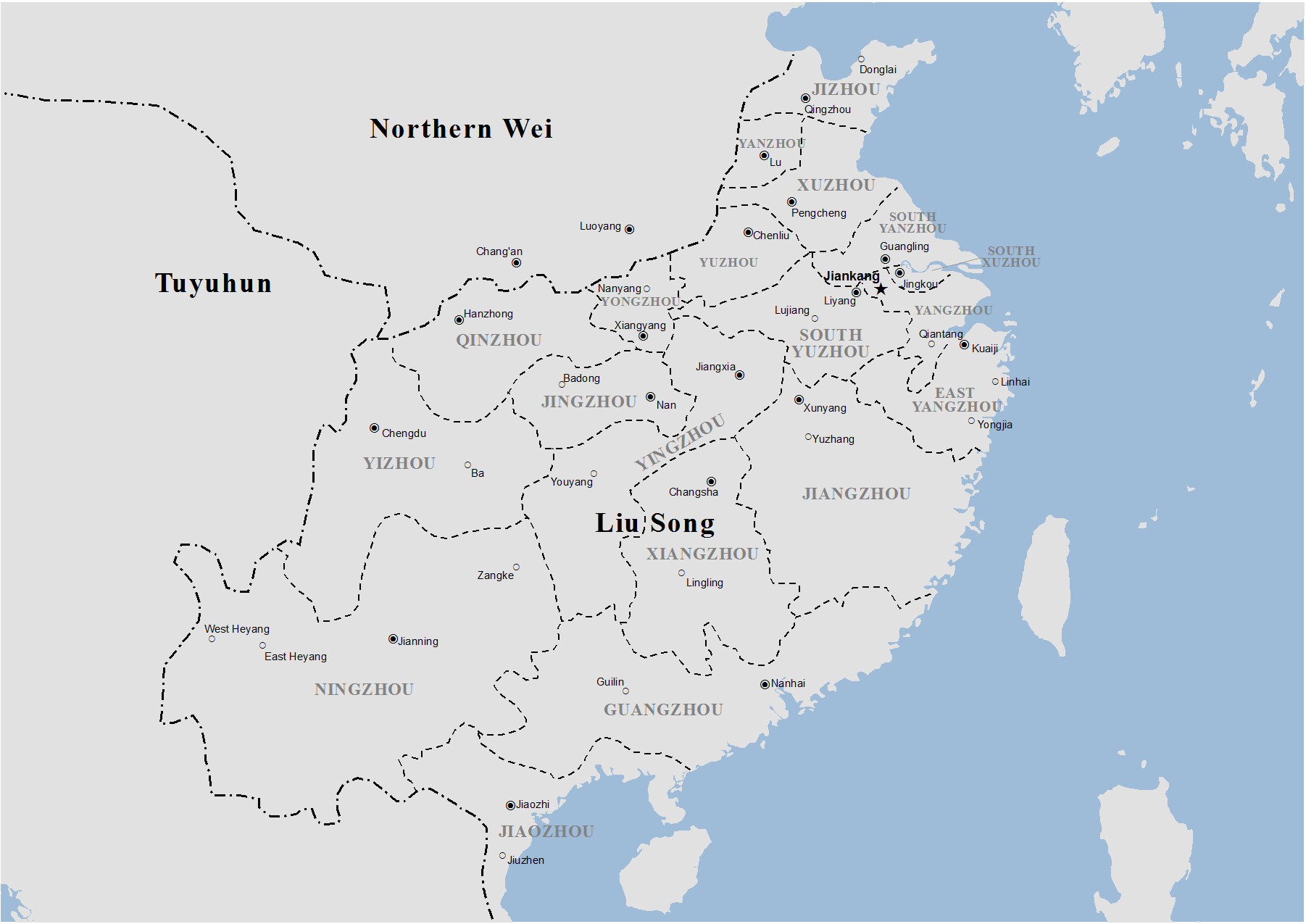
Divisões administrativas à época da dinastia Liu Song.

Seis Dinastias ( 六朝; Pinyin: Liù Cháo) é um nome colectivo que engloba as dinastias chinesas durante o período dos Três Reinos (220–280), Dinastia Jin (265-420)e Dinastias do Norte-Sul (420–589).  
Este período seguiu-se à Dinastia Han em 220 d.C. e foi um período de desunificação, instabilidade e guerra. O período terminou quando o Imperador Wen de Sui reunificou a China, dando origem à Dinastia Sui. 

## Seis dinastias com capitais emJiankang
Estas seis dinastias eram:
1. Wu Ocidental (222–280)
2. Dinastia Jin (265–420)
3. Dinastia Liu Song (420–479)
4. Dinastia Qi (479–502)
5. Dinastia Liang (502–557)
6. Dinastia Cheng (557–589)

## Seis Dinastias com hereditariedade legítima
Estas seis dinastias eram:
1. Dinastia Cao Wei (220–265)
2. Dinastia Jin (265–420)
3. Dinastia Liu Song (420–479)
4. Dinastia Qi (479–502)
5. Dinastia Liang (502–557)
6. Dinastia Cheng (557–589)

Os autores chineses de hoje e da época denominam este período de: "Período das Seis Dinastias"